# جریان لابرادور

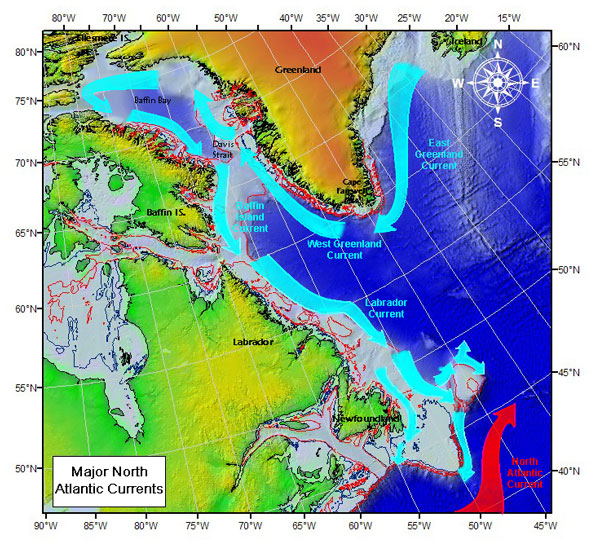
نقشه جریان لابرادور

جریان لابرادور (انگلیسی: Labrador Current) یک جریان اقیانوسی سرد در اقیانوس اطلس است که از اقیانوس منجمد شمالی آغاز شده و به سمت جنوب در امتداد ساحل لابرادور و گذر از اطراف جزیره نیوفاندلند در امتداد ساحل شرقی نوا اسکوشیا ادامه می‌یابد. این جریان ادامه جریان گرینلند غربی و جریان جزیره بافین است. جریان اقیانوسی لابرادور برخلاف گلف استریم در کاهش دمای مناطق و نواحی که از آن می‌گذرد نقش دارد.